# België op het wereldkampioenschap voetbal 1934
België was een van de deelnemende landen op het wereldkampioenschap voetbal 1934 in Italië. Het was de tweede keer dat het landentoernooi georganiseerd werd. Hector Goetinck nam als selectieheer voor de tweede keer deel aan het WK. België overleefde de eerste ronde niet en vloog meteen uit het toernooi.

## Kwalificatie
Voor het eerst moest België zich via een kwalificatieronde plaatsen voor het wereldkampioenschap. Het team van Hector Goetinck werd ondergebracht in de groep van Nederland en de Ierse Vrijstaat. Er werd niet gewerkt met heen- en terugwedstrijden, elk team speelde in totaal een keer thuis en een keer uit. De Lage Landen weigerden naar het op papier sterkere Ierland te gaan. Nadat de Ierse voetbalbond 600 pond aanbood, besloten de Belgen hun uitwedstrijd toch in Ierland af te werken. Het werd een memorabel duel dat op 4-4 eindigde, na doelpunten van Jean Capelle, Stanley Vanden Eynde en twee van François Van Den Eynde. Doelpuntenmaker Stanley Vanden Eynde liep in dat duel wel een dubbele beenbreuk op.
Twee maanden later stond het laatste kwalificatieduel op het programma. Even voordien hadden de Ieren met 5-2 verloren van Nederland en ook nu trok Oranje aan het langste eind. België verloor met 2-4, maar had een doelpunt minder dan de Ieren geïncasseerd. De Duivels werden zo tweede in de groep en mochten samen met Nederland naar het WK.

### Kwalificatieduels
| 25 februari 1934 | Ierse Vrijstaat | 4 - 4 | België    |
| 29 april 1934    | België          | 2 - 4 | Nederland |

### Eindstand
| Land            | Wed | W | G | V | DV | DT | Ptn |
| --------------- | --- | - | - | - | -- | -- | --- |
| Nederland       | 2   | 2 | 0 | 0 | 9  | 4  | 4   |
| België          | 2   | 0 | 1 | 1 | 6  | 8  | 1   |
| Ierse Vrijstaat | 2   | 0 | 1 | 1 | 6  | 9  | 1   |

## Het wereldkampioenschap
Het WK in Italië, dat in het teken stond van Benito Mussolini en het fascisme, bestond enkel uit een knock-outfase. Op 27 mei 1934 nam België het op tegen Duitsland. De opkomst in het vier jaar eerder gebouwde Stadio Artemio Franchi was mager. De Belgen, ook nu zonder de in het buitenland voetballende Raymond Braine, lieten het niet aan hun hart komen en gingen dankzij twee goals van Bernard Voorhoof met een 1-2-voorsprong de rust in. De Duitsers knokten zich na de rust terug in de wedstrijd. Mede door het uitvallen van verdediger Jean Claessens en een hattrick van de Duitse midvoor Edmund Conen werd het nog een zware afstraffing: 5-2.
België lag meteen uit het toernooi. Het was bovendien de laatste interland van Hector Goetinck, die vanaf 1935 assistent werd van de Hongaarse selectieheer Jules Turnauer.

### Technische staf
| Naam            | Functie    |
| --------------- | ---------- |
| Technische staf |            |
| Hector Goetinck | Bondscoach |

### Selectie
| Naam                 | Wedstr. |   |   |   |   | Club                     |
| -------------------- | ------- | - | - | - | - | ------------------------ |
| Arnold Badjou        | 0       | 0 | 0 | 0 | 0 | Daring Club de Bruxelles |
| Désiré Bourgeois     | 0       | 0 | 0 | 0 | 0 | KV Mechelen              |
| Jean Brichaut        | 0       | 0 | 0 | 0 | 0 | Standard Luik            |
| Jean Capelle         | 1       | 0 | 0 | 0 | 0 | Standard Luik            |
| Jean Claessens       | 1       | 0 | 0 | 0 | 0 | Union Saint-Gilloise     |
| François De Vries    | 1       | 0 | 0 | 0 | 0 | Antwerp FC               |
| Laurent Grimmonprez  | 1       | 0 | 0 | 0 | 0 | Racing Gent              |
| August Hellemans     | 0       | 0 | 0 | 0 | 0 | KV Mechelen              |
| Albert Heremans      | 1       | 0 | 0 | 0 | 0 | Daring Club de Bruxelles |
| Constant Joacim      | 1       | 0 | 0 | 0 | 0 | Berchem Sport            |
| Robert Lamoot        | 0       | 0 | 0 | 0 | 0 | Daring Club de Bruxelles |
| René Ledent          | 0       | 0 | 0 | 0 | 0 | Standard Luik            |
| Jules Pappaert       | 0       | 0 | 0 | 0 | 0 | Union Saint-Gilloise     |
| Frans Peeraer        | 1       | 0 | 0 | 0 | 0 | Antwerp FC               |
| Victor Putmans       | 0       | 0 | 0 | 0 | 0 | Union FC Hutoise         |
| Charles Simons       | 0       | 0 | 0 | 0 | 0 | Antwerp FC               |
| Philibert Smellinckx | 1       | 0 | 0 | 0 | 0 | Union Saint-Gilloise     |
| Joseph Van Ingelgem  | 0       | 0 | 0 | 0 | 0 | Daring Club de Bruxelles |
| André Vandeweyer     | 1       | 0 | 0 | 0 | 0 | Union Saint-Gilloise     |
| Louis Versyp         | 0       | 0 | 0 | 0 | 0 | Club Brugge              |
| Bernard Voorhoof     | 1       | 2 | 0 | 0 | 0 | Lierse SK                |
| Félix Welkenhuysen   | 1       | 0 | 0 | 0 | 0 | Union Saint-Gilloise     |

### Wedstrijden

#### Knock-outfase
|                         |                                                |       |                   |                                                                                                |
| 27 mei 1934 16:30 UTC+1 | Duitsland                                      | 5 – 2 | België            | Stadio Artemio Franchi, Florence Toeschouwers: 8.000 Scheidsrechter: Francesco Mattea (Italië) |
| 27 mei 1934 16:30 UTC+1 | Kobierski 25' Siffling 49' Conen 66', 70', 87' |       | 29', 43' Voorhoof | Stadio Artemio Franchi, Florence Toeschouwers: 8.000 Scheidsrechter: Francesco Mattea (Italië) |

| Duitsland | België |

| Duitsland: |                      |
|            |                      |
| GK         | Willibald Kreß       |
| DF         | Sigmund Haringer     |
| DF         | Hans Schwartz        |
| MF         | Paul Janes           |
| MF         | Fritz Szepan         |
| MF         | Paul Zielinski       |
| FW         | Ernst Lehner         |
| FW         | Karl Hohmann         |
| FW         | Edmund Conen         |
| FW         | Otto Siffling        |
| FW         | Stanislaus Kobierski |
| Coach:     |                      |
| Otto Nerz  |                      |

| België:         |                      |
|                 |                      |
| GK              | André Vandeweyer     |
| DF              | Philibert Smellinckx |
| DF              | Constant Joacim      |
| MF              | Jean Claessens       |
| MF              | Frans Peeraer        |
| MF              | Félix Welkenhuysen   |
| FW              | Laurent Grimmonprez  |
| FW              | Albert Heremans      |
| FW              | Bernard Voorhoof     |
| FW              | Jean Capelle         |
| FW              | François De Vries    |
| Coach:          |                      |
| Hector Goetinck |                      |

KBVB · A-internationals · Selecties · Statistieken · Bondscoaches · Belgisch vrouwenelftal · Olympisch elftal · België U21 · België U20 · België U19 · België U18 · België U17 · België U16 · Vrouwen U19 · Vrouwen U17
Albanië ·
Algerije ·
Andorra ·
Argentinië ·
Armenië ·
Australië ·
Azerbeidzjan ·
Bosnië en Herzegovina · 
Brazilië ·
Bulgarije ·
Burkina Faso ·
Canada ·
Chili ·
Colombia ·
Costa Rica ·
Cyprus ·
DDR ·
Denemarken ·
Duitsland ·
Egypte ·
El Salvador ·
Engeland ·
Estland ·
Faeröer ·
Finland ·
Frankrijk ·
Gabon ·
Gibraltar ·
Griekenland ·
Hongarije ·
Ierland ·
IJsland ·
Irak ·
Israël ·
Italië ·
Ivoorkust ·
Japan ·
Joegoslavië ·
Kazachstan ·
Kroatië · 
Letland ·
Litouwen ·
Luxemburg ·
Malta ·
Marokko ·
Mexico ·
Montenegro · 
Nederland ·
Noord-Ierland ·
Noord-Macedonië ·
Noorwegen ·
Oekraïne ·
Oostenrijk ·
Panama · 
Paraguay ·
Peru ·
Polen ·
Portugal ·
Qatar ·
Roemenië ·
Rusland ·
San Marino ·
Saoedi-Arabië ·
Schotland ·
Servië ·
Servië en Montenegro ·
Slovenië ·
Slowakije ·
Sovjet-Unie ·
Spanje ·
Tsjechië ·
Tsjecho-Slowakije ·
Tunesië · 
Turkije · 
Uruguay · 
Verenigde Staten · 
Wales · 
Wit-Rusland ·
Zambia · 
Zuid-Korea · 
Zweden · 
Zwitserland
Algerije (2014) ·
Argentinië (2014) · 
Brazilië (2018) · 
Canada (2022) · 
Denemarken (2021) · 
Engeland (2018, 1) · 
Engeland (2018, 2) · 
Finland (2021) · 
Frankrijk (1904) ·
Frankrijk (2018) · 
Ierland (2016) · 
Italië (2016) · 
Italië (2021) · 
Japan (2018) · 
Kroatië (2022) · 
Marokko (2022) · 
Nederland (1985) · 
Panama (2018) ·
Polen (1982) · 
Portugal (2021) · 
Rusland (2014) · 
Rusland (2021) · 
Sovjet-Unie (1982) · 
Tunesië (2018) · 
Verenigde Staten (2014) ·
West-Duitsland (1980) · 
Zuid-Korea (2014)